# Agnieszka Osiecka
Agnieszka Osiecka (9 tháng 10 năm 1936 - 7 tháng 3 năm 1997) là nhà thơ, nhà văn, tác giả của kịch bản sân khấu và truyền hình, đạo diễn phim và nhà báo Ba Lan. bà còn là nhạc sĩ nổi tiếng, viết lời cho hơn 2000 bài hát và được ca ngợi là biểu tượng văn hóa Ba Lan.

## Cuộc đời và sự nghiệp
Osiecka sinh ra ở Warszawa, là con duy nhất của học giả Maria Sztechman và Wiktor Osiecki, nghệ sĩ dương cầm và nhà soạn nhạc mang trogn mình dòng máu người Serb, România, Vlach và Hungary.
Agnieszka có năng khiếu đặc biệt. Bà hoàn thành các môn học của mình nhanh hơn nhiều so với các sinh viên khác và tốt nghiệp trường trung học Marie Curie-Skłodowska năm 1952. Bà theo học ngành báo chí tại Đại học Warszawa (1957–1961) và đạo diễn phim tại Trường Điện ảnh Quốc gia Łódź danh tiếng (1957–1961) nhưng bà quyết định bỏ đạo diễn phim và bắt đầu viết văn.  Trong những năm đại học, Osiecka cho xuất bản các bài luận và bài báo trên báo sinh viên. Bà gia nhập Nhà hát Văn học Châm biếm của Sinh viên (STS) nổi tiếng vào năm 1954 và viết 166 ca khúc chính trị và trữ tình cho Nhà hát.

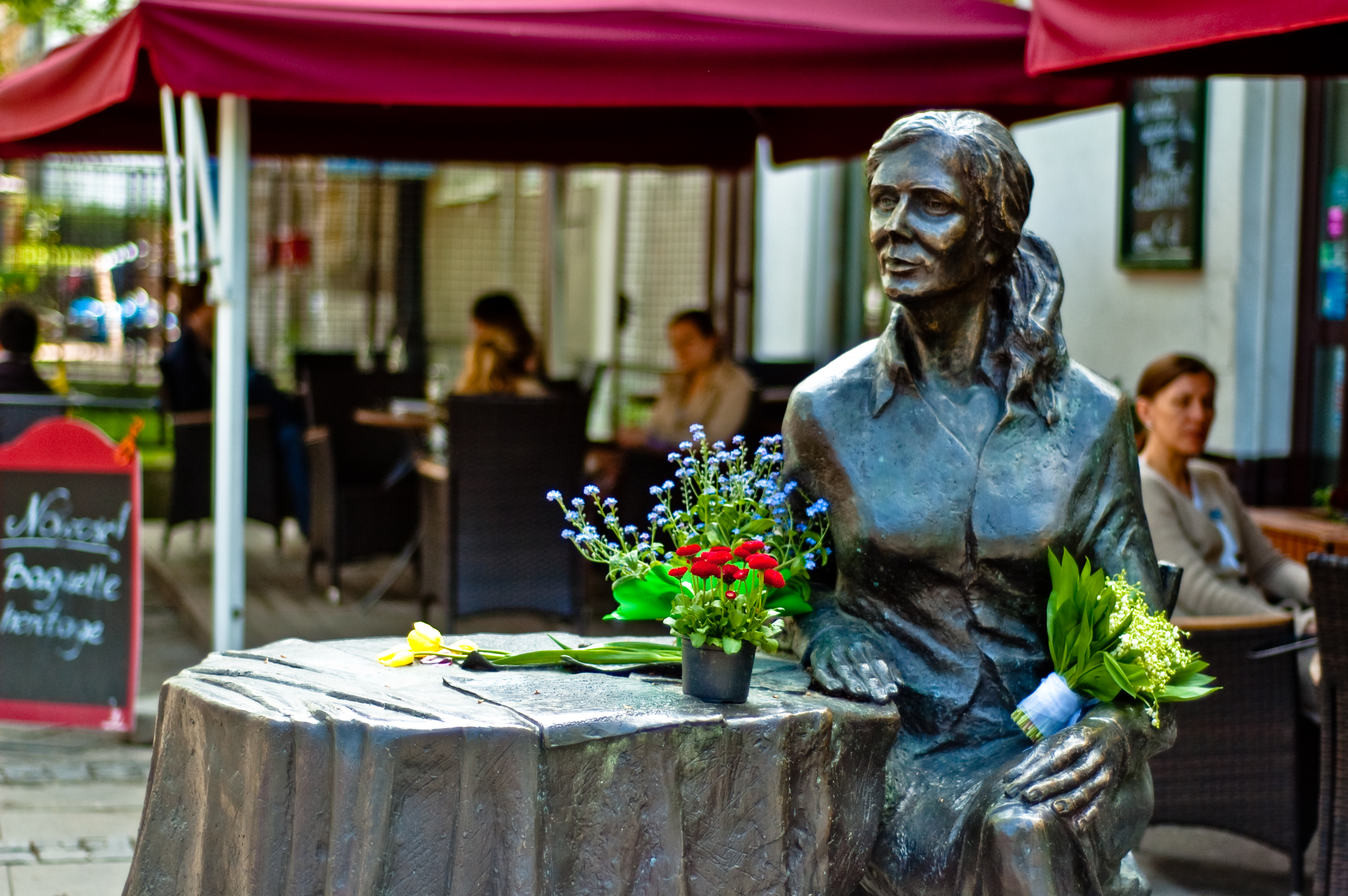
Tượng đài Agnieszka Osiecka đặt tại Warszawa

Năm 1962, Agnieszka Osiecka bắt đầu làm việc cho Đài phát thanh Quốc gia Ba Lan. Một năm sau, tại Liên hoan Quốc gia đầu tiên về Bài hát Ba Lan tại Opole năm 1963, Agnieszka gặt hái nhiều thành công lớn khi giành được giải thưởng chính và sáu giải thưởng phụ cho lời bài hát: "Piosenka o Okularnikach" (nhạc của Jarosław Abram), "Białe małżeństwo, “" Czerwony kapturek, "" Kochankowie z ulicy Kamiennej, "" Solo na kontrabasie "và" Ulice wielkich miast. “ 
Agnieszka Osiecka được công nhận là một nhà thơ trẻ nổi bật. Bà cùng với nhà soạn nhạc Adam Sławiński viết một bộ truyện có tên "Listy śpiewające" ("Những lá thư hát"). Chương trình sân khấu lớn đầu tiên của bà "Niech no tylko zakwitną jabłonie" ("Hãy để những cây táo nở hoa") được tổ chức tại Nhà hát Ateneum.
Lời bài hát của bà được chuyển thể thành nhạc dưới ngòi bút của các nhà soạn nhạc như Krzysztof Komeda, Seweryn Krajewski, Adam Sławiński, Zygmunt Konieczny,...

## Đời sống riêng tư
Osiecka cưới nhà báo nổi tiếng Daniel Passent. Con gái Agata chào đời vào năm 1973.
Khu vực hồ Masuria là một trong những địa điểm yêu thích của Osiecka. Bà thích đi nghỉ ở đó vào những năm 1960/1970 cùng với các trí thức và nghệ sĩ Ba Lan.

## Qua đời và di sản
Agnieszka Osiecka đã xuất bản nhiều cuốn sách và giữ nhiều kỷ lục (xem danh sách đầy đủ tại www.okularnicy.org.pl). Bà được coi là một trong những nhân tố tài năng nhất trong lịch sử và văn hóa Ba Lan thời hậu chiến. Osiecka qua đời vào ngày 7 tháng 3 năm 1997 sau một trận chiến kéo dài nhiều năm với căn bệnh ung thư đại tràng. Thi hài được chôn cất tại Nghĩa trang Powązki ở Warszawa.
Ngay sau khi nhà thơ qua đời, con gái Agata Passent thành lập Quỹ Agnieszka Osiecka Okularnicy . Quỹ Okularnicy quảng bá tác phẩm của Osiecka cho công chúng, tổ chức cuộc thi hát hàng năm “Hãy tưởng Nhớ Agnieszka Osiecka”, quản lý kho lưu trữ trên Internet và xuất bản sách.
Để tôn vinh thành quả sáng tạo và cống hiến của bà tại Đài Phát thanh Quốc gia Ba Lan, Xưởng sản xuất nhạc của Đài đặt theo tên Osiecka vào năm 1997.